# جو راسيل
جو راسيل (بالإنجليزية: Jo Russell)‏ هي مقدمة برامج إذاعية بريطانية، ولدت في 2 ديسمبر 1970 في لندن في المملكة المتحدة.